# Isla San Antonio (Venezuela)
Isla San Antonio es el nombre que recibe una isla fluvial de Venezuela ubicada en el Río Orínoco (el más importante de ese país suramericano) específicamente en las coordenadas geográficas 06°24′42″N 67°14′19″O / 6.41167, -67.23861, 456 kilómetros al sur de la Capital, Caracas. Administrativamente depende del Estado Apure en la Región de los Llanos. Al sur de su territorio se encuentran la isla Changuangal, El Gallo y Gatino, al este la Isla El Caimán, y al oeste la Laguna San Antonio y el Hato San Antonio.